# 梅克倫堡-施威林的瑪麗
玛丽，梅克倫堡-什未林女公爵（英語：Duchess Marie of Mecklenburg-Schwerin，1854年5月14日—1920年9月6日）是德国梅克伦堡-什未林大公腓特烈·法蘭茲二世的女儿。她也是俄罗斯大公夫人。
1874年，玛丽和俄罗斯沙皇亚历山大二世的三儿子弗拉基米尔大公结婚。婚后，她在俄罗斯被称为玛丽亚·巴甫洛夫娜（Maria Pavlovna）并生下四子一女。
她一家居住于弗拉基米爾宮。玛丽经常举办各种活动和派对，因此被视为莫斯科最有名的社交名媛。玛丽被誉为大公夫人之中最奢華的。同时，玛丽也和丈夫的兄嫂玛丽亚·费奥多罗芙娜皇后、姪子尼古拉二世及其妻亚历山德拉皇后不和。
1917年，俄罗斯爆发革命后，她是最后逃亡的皇室成員。她先后流亡到威尼斯和瑞士，最终在法国病逝。